# Ingebjørg Saglien Bråten

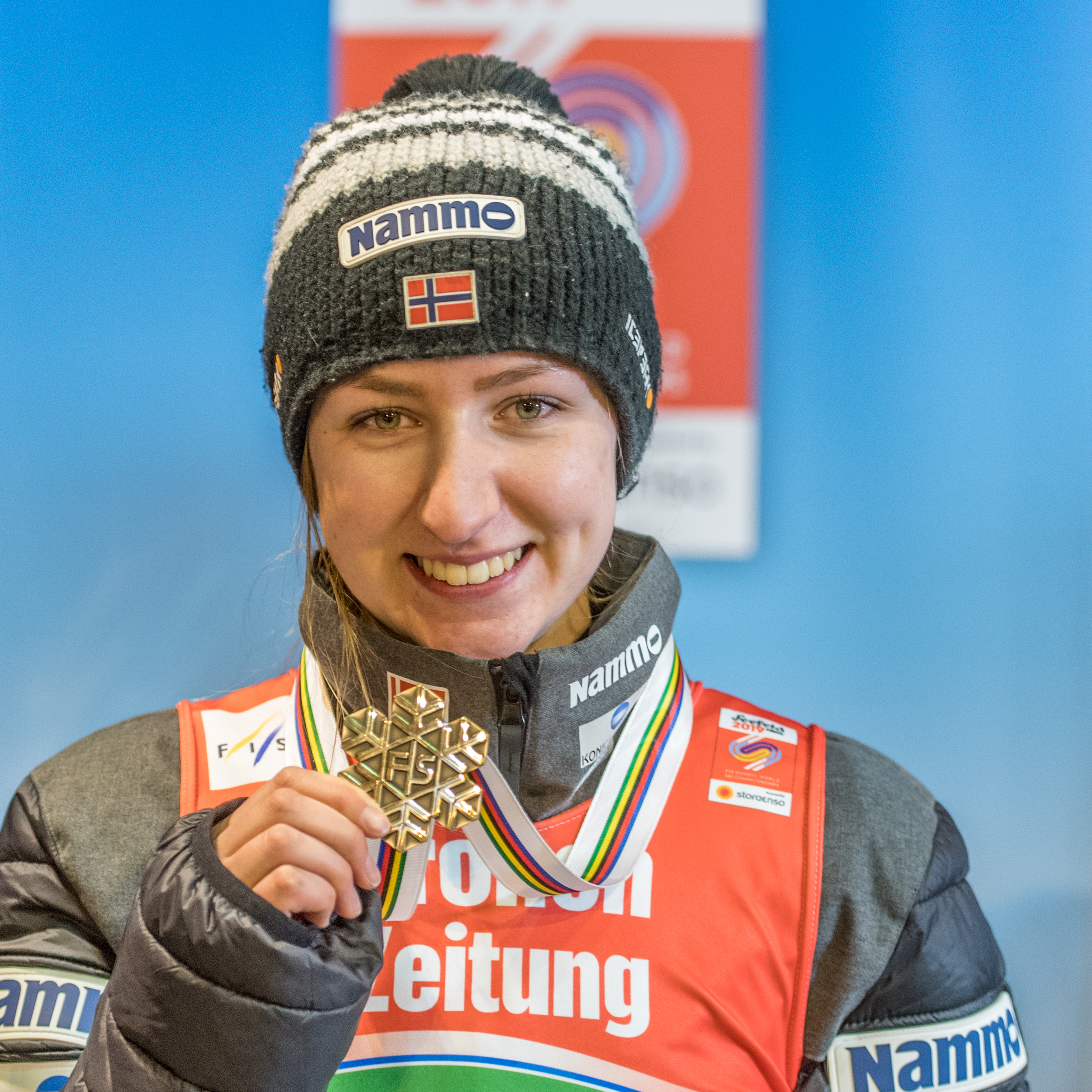
Ingebjørg Saglien Bråten

Ingebjørg Saglien Bråten, född den 20 september 1999, är en norsk backhoppare. Hon ingick i det norska lag som vann brons i lagtävlingen för damer vid Världsmästerskapen i nordisk skidsport 2019.

### Fotnoter
1. ↑  ”Braaten Ingebjoerg Saglien - Biographie”. data.fis-ski.com. FIS. https://www.fis-ski.com/DB/general/athlete-biography.html?sectorcode=JP&competitorid=210180&type=result. Läst 26 februari 2019.
2. ↑  Ladies Normal Hill Team. FIS NORDIC WORLD SKI CHAMPIONSHIPS 2019. Läst 26 februari 2019.